# Charles-René Donnio
Charles-René Donnio, francoski general, * 1881, † 1975.